# Обсерватория Мак-Доналд
Мак-До́налд — астрономическая обсерватория в горах Дейвис, в 25 км от города Форт-Дейвис (округ Джефф-Дейвис, Техас,США). Обсерватория принадлежит Техасскому университету в Остине.

## История
Обсерватория была основана на средства Вильяма Макдоналда (англ. William Johnson McDonald), завещавшего 800000$ (большую часть своего состояния) Техасскому университету для строительства астрономической обсерватории. Телескоп Отто Струве, диаметром 2,1 м был открыт 5 мая 1939 года. На момент открытия он был вторым по величине в мире. В 1969 году начал работу 2,72-метровый рефлектор. В 1956 году установлен 36-дюймовый телескоп, в 1970 — 30-дюймовый. В 1996 году установлен телескоп Хобби-Эберли.

## Другое оборудование
- 0,9 м (36") — телескоп не используется для научных исследований, предназначен для посетителей[2][3]
- Станция лазерной локации Луны
- ROTSE (англ. Robotic Optical Transient Search Experiment) — исследование послесвечения гамма-всплесков и открытие вспышек сверхновых звезд.

## Интересные факты
- 19 августа 1969 года обсерватория Мак-Доналд приняла первый отражённый импульс с лазерного отражателя, установленного на Луне первыми лунными астронавтами, во время исторической миссии «Аполлон-11»;
- Телескоп Хобби-Эберли является одним из самых больших в мире рефлекторов.
- В честь обсерватории Мак-Доналд назван астероид (991) Макдональда, открытый в 1922 году.

## Галерея
- Вход в обсерваторию
- Центр для посетителей Фрэнка Н. Бэша
- Телескоп Харлана Дж.Смита готовят для наблюдений
- Телескоп Хобби-Эберли
- Внутри купола телескопа Харлана Дж.Смита